# 発芽玄米

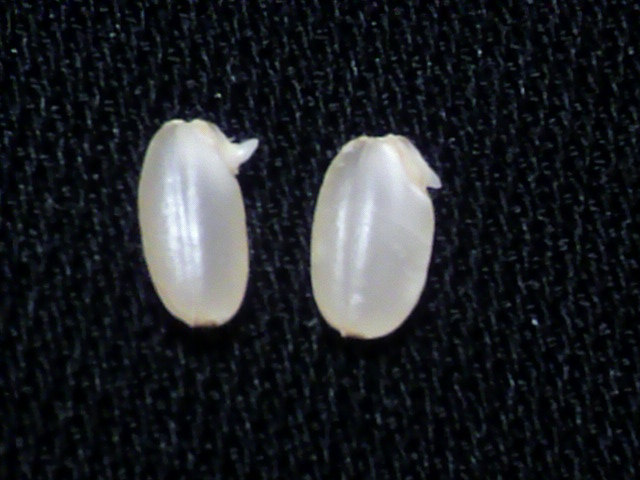
発芽玄米の例

発芽玄米（はつがげんまい、英:Hatsuga genmai, Germinated brown rice）は、玄米を発芽（出芽）させた米で、白米と比較して栄養価が高い玄米を食べやすく加工した製品である。1990年代に発芽に伴いγ-アミノ酪酸(GABA)が増加すると報告された事で注目され商品化が行われた。

## 概要
玄米を 1晩から2晩程度、20℃から30℃の水に浸し、0.5mmほどの芽が出た状態にしたもの。根が出現すると食味が低下するほか、芽が伸びすぎると玄米自身の成長のために消費され栄養価が低下する。保存性を高める為に乾燥されたものが流通している。
玄米を浸水して出芽させた場合、脱籾（脱稃）工程での刺激の影響などで出芽率が低下するため、籾状態で出芽させ乾燥後に脱籾（脱稃）したものもある。
実際の生産工程では浸水中の雑菌増加抑制や発芽率向上のため浸漬水は調整され溶存酸素濃度、浸漬時間、温度の管理を行い、食味が良く栄養が損なわれない状態に管理される。

## 発芽玄米の機能性に関する報告例
- コメアレルギーの原因となるアレルゲンが白米や玄米に比べ低減化されることが報告された[6]。

- 発芽玄米は、玄米や白米よりも血中の解毒酵素として知られるホモシステインチオラクトナーゼ活性を高めたり、糖尿病合併症で発症率が高い神経障害の症状を抑制したりする効果があることが報告された[7]。

- 授乳期の女性41名を対象に行った2群の無作為割付比較試験で、発芽玄米を主食としたグループの食生活が、ストレスの指標となる唾液中のアミラーゼ活性を低下させ、さらに、POMSという心理テストにより、怒り、敵意、うつ、疲労、活気などの感情程度を表す総合感情障害度（TMD)も、低減させるとの報告がある[8]。この研究では、白米を主食としたグループでも同様の検証を行っているが、そのグループでは、発芽玄米で観察された効果は認められなかったとしている。また、この研究の中では、母乳中の免疫成分も調べており、発芽玄米を摂取していたグループにおいて免疫成分が増えることも観察している。

- マウスを用いた動物実験では、発芽玄米がストレスに対して抵抗力を有し、うつ様症状になりにくいことや、脳内のセロトニン量を増やす可能性があることが報告されている[9]。